# Lasius psammophilus
Lasius psammophilus este o specie de furnici aparținând familiei Formicidae.
Este originară din Europa.